# Steve Sem-Sandberg
Steve Sem-Sandberg (Oslo, 16 agosto 1958) è uno scrittore e giornalista svedese.

## Biografia
Nato nel 1958 a Oslo, vive e lavora tra Vienna e Stoccolma.
Esordiente molto giovane con due opere fantascientifiche pubblicate entrambe nel 1976, è autore al 2018 di 18 romanzi. Nei suoi lavori si è spesso soffermato sulle pagine più buie della storia come ne Gli spodestati dove protagoniste sono le migliaia di abitanti del Ghetto di Łódź presidiate dal discusso Chaim Rumkowski o come ne I prescelti che narra dei bambini destinati alla morte nell'ospedale Am Spiegelgrund di Vienna nell'ambito del programma di eugenetica nazista.
Tra i numerosi riconoscimenti letterari l'ultimo in ordine di tempo è il Prix Médicis étranger ottenuto nel 2016 con il romanzo I prescelti.

## Opere principali
- Sländornas värld (1976)
- Sökare i dödsskuggan (1976)
- Menageriet (1977)
- Carina : en kärleksroman (1978)
- Glasets färger (1979)
- De ansiktslösa (1987)
- I en annan del av staden(1990)
- Den kluvna spegeln (1991)
- En lektion i pardans (1993)
- Theres (1996)
- Allt förgängligt är bara en bild (1999)
- Prag (no exit) (2002)
- Ravensbrück (2003)
- Härifrån till Allmänningen (2005)
- Gli spodestati (De fattiga i Łódź, 2009), Venezia, Marsilio, 2012 traduzione di Katia De Marco ISBN 978-88-317-1126-5.
- Tre romane (2011)
- I prescelti (De utvalda, 2014), Venezia, Marsilio, 2018 traduzione di Alessandra Albertari ISBN 978-88-317-2854-6.
- Stormen (2016)
- W, (W, 2019), Venezia, Marsilio, 2023 traduzione di Alessandra Albertari ISBN 978-88-297-1745-3.

## Alcuni riconoscimenti
- Premio Dobloug: 2005 per Bassa stagione
- Premio August: 2009 per Gli spodestati
- De Nios Stora Pris: 2009 per Gli spodestati
- Prix Médicis étranger: 2016 per I prescelti